# Elio Battaglia
Elio Battaglia (Palermo, 3 novembre 1933 – Torino, 23 agosto 2024) è stato un baritono italiano,  docente di canto e autore di opere letterarie sull'arte del canto.

## Biografia
Elio Battaglia studiò con Iris Adami Corradetti ed Erik Werba, prima di diplomarsi in canto al Conservatorio Benedetto Marcello di Venezia. Ottenne poi un dottorato in Lieder e Oratorio alla Universität für Musik und darstellende Kunst Wien di Vienna.
Fu il primo cantante italiano a dedicarsi con regolarità e a livello internazionale al concertismo liederistico, con Liederabend in tutto il mondo e molte registrazioni radiofoniche. Fu il primo cantante italiano a incidere LP di Lieder: "Il Lied tedesco da Bach a Strauss" e "Lieder di Ferruccio Busoni" con Erik Werba al pianoforte (Fonit Cetra). Del suo repertorio fecero parte "Ode to Napoleon" e "A survivor from Warsaw" di Arnold Schoenberg. 
Battaglia divenne famoso come insegnante di canto, opera, oratorio e Lied, primo cantante italiano specializzato in questo genere di canto prettamente tedesco. Nel 2004 tenne una master class alla Music Academy of the West a Montecito, ospite di Marilyn Horne. Per lungo tempo tenne corsi di perfezionamento in Europa presso l'Accademia Musicale Pescarese dal 1984 e il Mozarteum di Salisburgo dal 1993. Dal 1967 al 1997 insegnò canto al Conservatorio di Torino.
Tenne corsi in diverse università, conservatori e scuole di musica in tutto il mondo, compresi gli Stati Uniti, l'ex URSS, la Cina, il Giappone, la Corea e in molti paesi europei. In Italia insegnò, oltre che a Torino per trent'anni, a Siena all'Accademia Chigiana, al Teatro Regio di Parma, all'Università La Sapienza di Roma, a Tolentino, a Napoli, a Catania, a Milano, ecc. Fu spesso invitato come giudice in concorsi internazionali di canto come l'Hugo Wolf International Lied Competition di Vienna e in altri concorsi in Austria e a Stoccarda, in Germania. Nel 2005 fu presidente di giuria al concorso di canto Renata Tebaldi di San Marino.
Scrisse numerosi articoli sulla tecnica vocale, su Maria Callas, sul Lied tedesco. Curò una nuova edizione del trattato di canto di Nicola Vaccai, tradotto anche in tedesco, inglese e coreano. Curò anche un'Antologia di Lieder tedeschi e l'edizione critica delle Canzoni di Vincenzo Bellini. Nel 2011 fu pubblicata "L'arte del vocalizzo". Effettuò, inoltre, in Italia e Germania diverse serie di trasmissioni radiofoniche dedicate a Maria Callas e al baritono tedesco Dietrich Fischer-Dieskau.
Considerato come uno dei principali insegnanti di canto a livello mondiale, il giornalista e critico musicale Massimo Mila (firma di punta de La Stampa e l'Unità) scrisse del M° Battaglia: “…quella scuola di canto di Elio Battaglia che con il suo insegnamento appassionato e nutrito di assidua frequentazione in loco, ha quasi trasformato il Conservatorio di Torino in una succursale di quello di Vienna”.
A seguito della fama di cui venne a godere la scuola di Battaglia, nel 1991-1992 l'apertura della stagione lirica del Teatro Regio di Torino, venne affidata a una compagnia di canto costituita da allievi di Battaglia per la messa in scena dell'opera “Hansel e Gretel” di Engelbert Humperdinck.
Nel 1987 venne premiato con la Hugo Wolf Medail dalla International Hugo Wolf Society di Vienna per i suoi meriti artistici.
Fondò la Scuola Superiore per cantanti e pianisti Hugo Wolf, con sede prima a Mantova e poi ad Acquasparta, che presiedette annualmente dal 1973 al 2005, trasferendola poi a Torino dal 2007 al 2008.